# Senoculus proximus
Senoculus proximus is een spinnensoort uit de familie Senoculidae. De soort komt voor in Brazilië.